# Bruparck
Bruparck was een familiepark aan de rand van Brussel, gelegen op de Heizelvlakte. Bruparck was gelegen bij het Atomium, het Koning Boudewijnstadion en het Planetarium van de Koninklijke Sterrenwacht. Het verwerkte jaarlijks 3,5 miljoen bezoekers en bestond  uit:
- Kinepolis, een bioscoopcomplex
- Mini-Europa, een miniatuurstad met belangrijke Europese gebouwen
- Oceade, een subtropisch zwemparadijs (gesloten)
- The Village, een dorpje met restaurants en cafés (gesloten)

Océade en Mini-Europa zouden eind 2016 sluiten om plaats te ruimen voor het nieuwe project NEO op de Heizel. Dit is een project om een groot shoppingcenter te bouwen op de Heizel. Eind 2016 volgde een uitstel van de sluiting van Océade voor twee seizoenen. Uiteindelijk werd op 8 januari 2017 The Village gesloten en op 20 september 2018 werd Océade gesloten. 
Mini-Europa hoeft in de herziene plannen niet meer te sluiten en wordt eventueel in NEO geïntegreerd.